# タカノハダイ科
タカノハダイ科（学名：Latridae）は、スズキ目スズキ亜目に所属する魚類の分類群の一つ。5属で構成され、タカノハダイ・ミギマキなどおよそ29種が含まれる。

## 分布・生態
タカノハダイ科はインド洋・太平洋・大西洋の南半球海域と、日本・中国大陸およびハワイ諸島の沿岸域に分布する海水魚のグループである。温帯から亜熱帯にかけての浅い海に多く、熱帯性の種は少ない。
岩礁地帯や藻場など、浅い海の底部で生活し、特徴的な長い胸鰭で体を支える姿が観察される。底生性の甲殻類など、無脊椎動物を主に捕食しているとみられる。昼行性で、夜間は物陰に潜んで休む。

## 形態
タカノハダイ科魚類はやや側扁した鯛型の体をしており、最大種（Chirodactylus grandis）では全長1.8mにまで成長する。口は小さく、厚い唇をもつ。
背鰭は1つで、14-22本の棘条と19-39本の軟条で構成される。臀鰭の棘条は3本、軟条は7-19本であるが、3本目の棘条は確認が難しいことがある。成魚の胸鰭の下位4-7本の鰭条は分枝せず、厚みを増して著しく伸長し、互いに遊離することもある。鋤骨と口蓋骨の歯を欠き、椎骨は通常24個。

## 分類

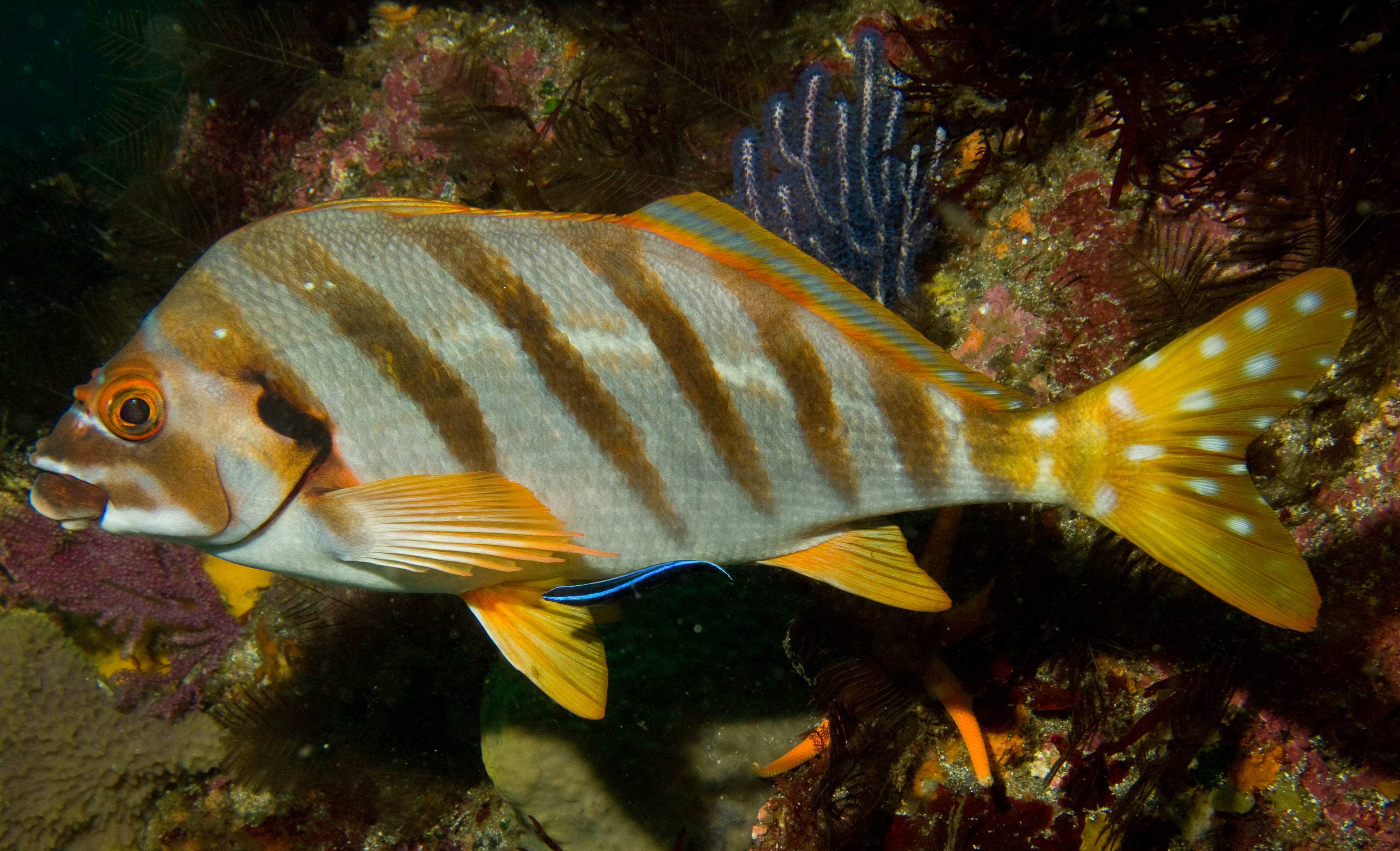
タカノハダイ（Goniistius zonatus）。本州沿岸で普通に観察されるが、臭みが強く食用には適さない

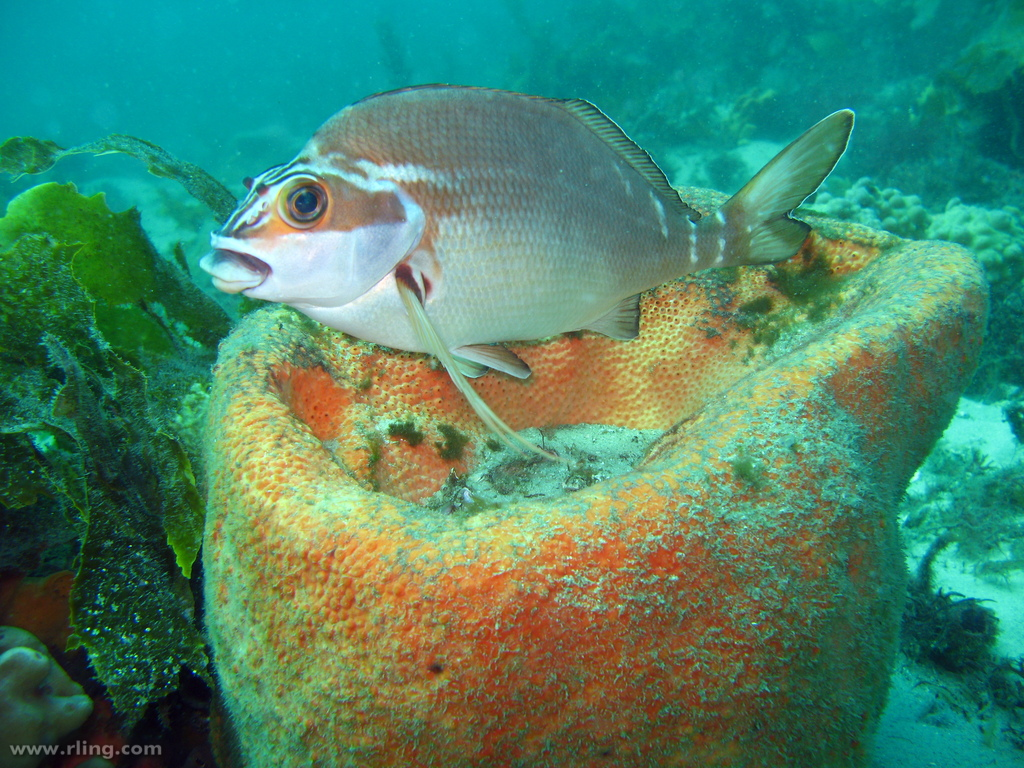
Morwong 属の1種（M. fuscus）。胸鰭を使って体を支える姿

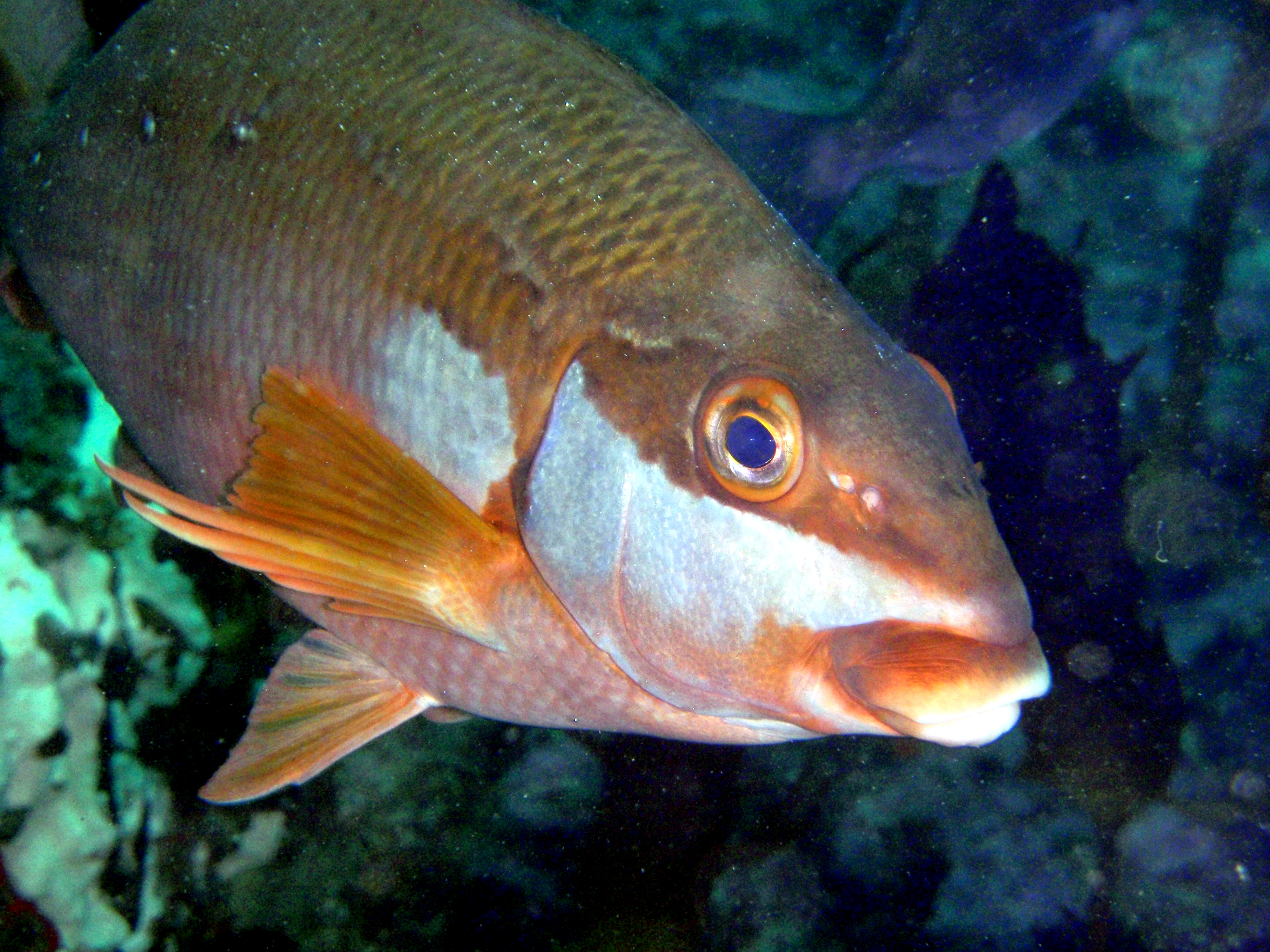
Chirodactylus 属の1種（C. brachydactylus）。本科の特徴である厚い唇と、伸長した胸鰭の下位鰭条が明瞭

タカノハダイ科にはNelson（2006）の体系において、Acantholatris 属を含む5属22種が認められている。かつてタカノハダイ科という和名は Cheilodactylidae にあてられ、タカノハダイ属など5属が含まれていた。 Latridae にはユメタカノハダイ科という和名があてられており、ユメタカノハダイ属など3属が含まれていた。しかし形態学的な分類学的再検討によって分類が見直され、 Cheilodactylidae (和名なし)には1属2種または3種が含まれるのみとなった。その他の種はすべてLatridae に分類された。これによりタカノハダイ属が Latridae に含まれるようになり、 Latridae の和名はタカノハダイ科となった。また Cheilodactylus 属のシノニムとされていた Chirodactylus 属と Morwong 属が再定義され，Pseudogoniistius 属が新設された。本稿では、FishBase（2023年1月現在）に掲載される9属29種についてリストする。
- Chirodactylus 属
  - Chirodactylus brachydactylus
  - Chirodactylus grandis
  - Chirodactylus jessicalenorum
  - Chirodactylus spectabilis
- Dactylophora 属
  - Dactylophora nigricans
- タカノハダイ属 Goniistius
  - タカノハダイ Goniistius zonatus
  - ミギマキ Goniistius zebra
  - ユウダチタカノハ Goniistius quadricornis
  - Goniistius francisi
  - Goniistius gibbosus
  - Goniistius plessisi
  - Goniistius rubrolabiatus
  - Goniistius vestitus
  - Goniistius vittatus
- ユメタカノハダイ属 Latridopsis
  - ユメタカノハダイ Latridopsis ciliaris
  - Latridopsis forsteri
- Latris 属
  - Latris lineata
  - Latris pacifica
- Mendosoma 属
  - Mendosoma lineatum
- Morwong 属
  - Morwong ephippium
  - Morwong fuscus
- Nemadactylus 属
  - Nemadactylus bergi
  - Nemadactylus douglasii
  - Nemadactylus gayi
  - Nemadactylus macropterus
  - Nemadactylus monodactylus
  - Nemadactylus valenciennesi
  - Nemadactylus vemae
- Pseudogoniistius 属
  - Pseudogoniistius nigripes